# Костогриз Марія Федорівна
Костогриз Марія Федорівна — український редактор.
Народилася 27 липня 1935 року. Завершила кінознавчий факультет Всесоюзного державного інституту кінематографії (1966).
З 1966 р. — редактор «Укркінохроніки».
Автор ряду сценарних планів та дикторських текстів.
Була членом Національної спілки кінематографістів України.
Живе у США.

## Фільмографія
Вела фільми:
- «Мужність» (1967)
- «Доповідаємо тобі, Іллічу» (1968)
- «Вітаємо вас, побратими» (1969)
- «Я — кібернетик» (1970)
- «Василь Стефаник»
- «Співає Ніна Матвієнко» (1971)
- «Іван Кулик», «КСП» (1972)
- «Вісім інтерв'ю про мир»
- «Радянська Україна»
- «Олександр Копиленко» (1972)
- «Старосільська молодість»
- «Свято на землі України»
- «В ім'я миру та дружби»
- «Поема про Донецький край» (1973)
- «Маланчине весілля» (1979, док. фільм, реж. О. Коваль. Срібний приз на кінофестивалі в Лейпцигу) та ін.